# Kepler(s)
Pour les articles homonymes, voir Kepler.
Kepler(s) est une série télévisée française de six épisodes en 52 minutes, créée par Jean-Yves Arnaud et Yoann Legave et réalisée par Frédéric Schoendoerffer, diffusée depuis le 13 février 2019 sur RTS Un en Suisse, et depuis le 4 mars 2019 sur France 2 en France.

## Synopsis
Samuel Kepler est commandant de police et atteint de troubles dissociatifs. Trois passagers cohabitent dans son cerveau et prennent parfois le contrôle. À Paris, l'un d'eux est à l'origine d'une bavure, qui a mené Samuel à un poste de bureau, à Calais. La disparition de Lucie, la fille du patron de sa femme, le conduit à nouveau sur le terrain. Aidé par Alice Haddad, il va enquêter sur cette disparition dans le contexte divisé entre défenseurs et opposants aux migrants. Et si tout cela était lié ?

## Distribution
- Marc Lavoine : Samuel Kepler
- Sofia Essaïdi : Alice Hadad

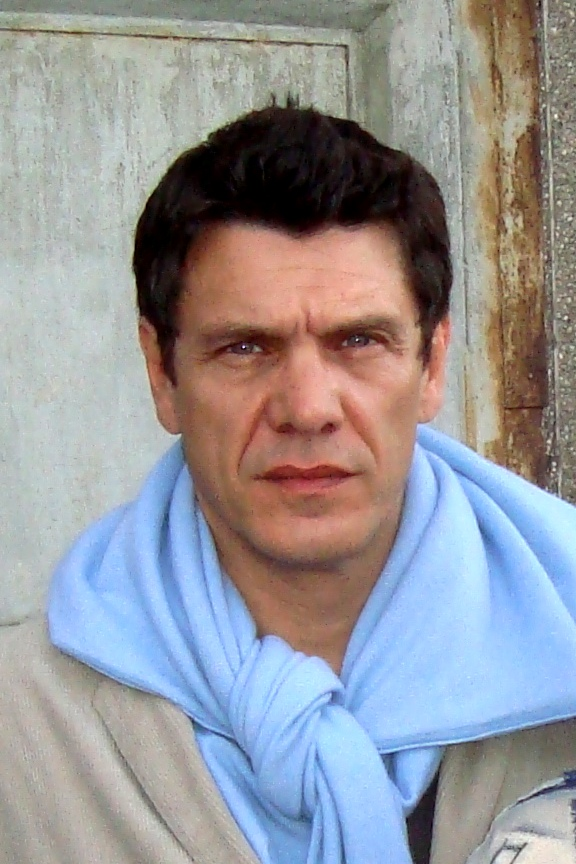
Marc Lavoine, l'interprète du rôle-titre.

- Isabelle Renauld : Catherine Hadad
- Élodie Navarre : Anne Kepler
- Serge Riaboukine : le commissaire Nobre
- Cyril Lecomte : Batista
- Stéphan Guérin-Tillié : Antoine Metzger
- Alain Figlarz : Joab
- Hervé Mpampati : Nasih
- Yasmine Lavoine : Marion Kepler
- Éric Savin : Laurent Martel
- Anne Azoulay : Élodie Martel
- Antoine Basler : Stéphane Leroy
- Thomas Silberstein : Mathias Leroy
- Mostefa Stiti : Fadhi Hadad
- Thomas Drelon : Pierre-Étienne Marciac
- Sâm Mirhosseini : le lieutenant de Joab
- Ludovic Schoendorffer : Marc Desmois
- Rémi Bichet : Arthur
- Laurent Fernandez : Rajka
- Sacha Pirlet : Simon
- Anne Conti : Sylvie Couthon
- Apolline Bercholz : Lucie Martel
- Laura Choubard : Sarah Capaldi
- Sofiane Felouki : Aman
- Léon Garel : Martin Koltès
- Dominique Daguier : Pierre Enrico
- Hindiya Elkassmi : Estelle Mokart
- Thierry Desroses : le prêtre
- Annette Lowcay : la légiste
- Elisabeth Tissot Guerraz : Mme Desmois
- Cécile Gatto : l’interprète d'Aman
- Saverio Maligno : Martinez
- Christine Defurne : une journaliste
- Laurence Flahault : une femme de ménage
- Jack Claudany : le maire de Calais

## Production

### Fiche technique
Sauf indication contraire, les informations mentionnées dans cette section peuvent être confirmées par la base de données cinématographiques IMDb,  présente dans la section « Liens externes ».
- Titre original : Kepler(s)[2]
- Réalisation : Frédéric Schoendoerffer
- Création et scénario : Jean-Yves Arnaud et Yoann Legave
- Photographie : Stéphane Cami
- Son : Alexandre Verwaerde
- Montage : Sophie Fourdrinoy et Richard Marizy
- Musique : Thibault Quillet
- Production : Laurent Ceccaldi et Caroline Solanillas
- Sociétés de production : En Voiture Simone ; France Télévisions (coproduction)
- Société de distribution : France 2
- Pays d’origine :  France
- Langue originale : français
- Format : couleur
- Genre : thriller
- Durée : 6 × 52 minutes
- Dates des premières diffusions :
  -  France : 30 avril 2018 avant-première au festival Séries Mania[3] ; depuis le 4 mars 2019 sur France 2
  -  Suisse : depuis le 13 février 2019 sur RTS Un[4]

## Épisodes
1. Ailleurs ou autre part
2. À l'âme en secret
3. L'Embrasement
4. Sous le projecteur
5. Au bord de l'abîme
6. Au pays qui te ressemble

## Personnages
Le personnage de Samuel Kepler, interprété par Marc Lavoine, constitue toute l'originalité de la série. Atteint de troubles dissociatifs, il est habité par trois « passagers » qui prennent régulièrement le contrôle. Le comédien interprète donc en même temps le rôle du commandant de police mais aussi du policier contrôlé par ses passagers, parmi lesquels un enfant. Le titre Kepler(s) avec le S marquant le pluriel entre parenthèses fait références aux troubles dissociatifs du personnage central.
Il travaille avec Alice Hadad, interprétée par Sofia Essaïdi, dans un rôle physique auquel l'actrice n'est pas habituée.

## Distinction

### Récompense
- Festival Séries Mania 2018 : nommé dans la catégorie « Meilleure série française »[6].

## Accueil critique
Moustique résume son avis en deux mots : « prenant et impressionnant ». Pour Le Temps, c'est « l'une des grandes séries de France 2 de l'année ». Le journaliste salue la mise en scène : « Frédéric Schoendoerffer met en scène son personnage multiple avec une grande sobriété, dans une bulle d’obscurité percée par un projecteur. Comme une sobre scène de théâtre. Le héros qui erre en lui-même fabrique sa pièce, son drame, en s’incarnant dans ses divers visages. Le visage anguleux, cisaillé même, de Marc Lavoine sert la mise en scène du policier fragmenté. » Le personnage d'Alice, incarné par Sofia Essaïdi, qui « tranche avec les figures télévisuelles hexagonales, arrimées à la bien-pensance ambiante » est également apprécié du journaliste. Soir Mag parle d'« un polar noir, assurément, qui risque de glacer le sang des spectateurs ». La journaliste salue également la prestation de Marc Lavoine qui « porte avec brio ce rôle d'homme à l'esprit dérangé » et de Sofia Essaïdi qui le seconde « avec talent » ainsi que le choix de Calais et sa jungle, « une toile de fond très actuelle qui permet une plongée étonnante dans ce monde si particulier des camps de réfugiés ».